# Styringomyia multisetosa
Styringomyia multisetosa is een tweevleugelige uit de familie steltmuggen (Limoniidae). De soort komt voor in het Australaziatisch gebied.